# تریژ
تریژ (به مجاری:  Trizs) یک شهرداری در مجارستان است که در بورشود-آبااوی-زمپلن واقع شده‌است. تریژ ۱۰٫۲۵ کیلومتر مربع مساحت و ۲۵۸ نفر جمعیت دارد.